# Копечный, Франтишек
Фра́нтишек Ко́печный, (4 октября 1909, Урчице, Оломоуцкий район, маркграфство Моравия, Цислейтания, Австро-Венгерская империя — 27 марта 1990, Враговице, Североморавский край, ЧССР) — чешский славист и богемист. Занимался этимологией и диалектологией.

## Биография
Родился в Урчице в октябре 1909 года, через несколько лет перебрался с родителями во Враговице. Учился в гимназии, а потом на философском факультете Масарикова университета в Брно по специальности «чешский и немецкий языки». Докторскую степень получил в 1935 году. Получил предложение работать над созданием словаря чешского языка, но не принял его. С 1949 года работал над «Старославянским словарём». В 1952 года переходит в Институт славистики Чехословацкой академии наук, где работал над этимологическим словарём. В ноябре 1970 года получил Золотую планкету Йозефа Добровского за заслуги в общественных науках, а через шесть лет вышел на пенсию.

## Публикации
- Úvod do studia jazyka českého, 1947—1948
- Jazyk český a slovenský, 1948
- Základy české skladby, 1952
- Etymologický slovník jazyka českého, 1952, в соавторстве с Йосефом Голубом
- Nářečí Určic a okolí — Prostějovský úsek hanáckého nářečí centrálního, 1957
- Slovesný vid v češtině, 1962
- Etymologický slovník slovanských jazyků — Slova gramatická a zájmena. Sv. 1, Předložky. Koncové partikule, 1973
- Průvodce našimi jmény, 1974
- Etymologický slovník slovanských jazyků — Slova gramatická a zájmena. Sv. 2, Spojky, částice, zájmena a zájmenná adverbia, 1980
- Základní všeslovanská slovní zásoba, 1981
- Jména obcí a osad prostějovského okresu, 1985
- Čtení o jménech, 1988